# Zoran Šami
Zoran Šami, cyr. Зоран Шами (ur. 2 listopada 1948 w Valjevie, zm. 4 września 2016) – serbski polityk, matematyk i nauczyciel akademicki, jeden z liderów Demokratycznej Partii Serbii (DSS), minister w rządzie federalnym, w latach 2004–2006 ostatni przewodniczący parlamentu Serbii i Czarnogóry.

## Życiorys
Absolwent matematyki na Uniwersytecie w Belgradzie (1971). Uzyskiwał następnie magisterium (1973) i doktorat (1978). Od 1971 był nauczycielem akademickim na macierzystej uczelni, od 1985 na stanowisku profesora uczelnianego.
W 1992 wszedł w skład zarządu głównego Partii Demokratycznej. W tym samym roku opuścił to ugrupowanie, współtworząc Demokratyczną Partię Serbii. Wchodził w skład jej władz centralnych, w latach 1994–1996 i 2000–2003 pełnił funkcję wiceprezesa partii. Od października 2000 do lipca 2001 zajmował stanowisko ministra transportu w rządzie Federalnej Republiki Jugosławii. W latach 2004–2006 sprawował urząd przewodniczącego parlamentu Serbii i Czarnogóry. Był posłem do Zgromadzenia Narodowego wyłanianego w wyborach w 2007 i 2008. W 2014 zrezygnował z członkostwa w DSS.